# Cristina Fernández (actriz)
Cristina Fernández  es una docente y actriz argentina de teatro, cine y televisión.

## Sus primeros años y su formación
Estudió en la “Escuela Nacional de Arte Dramático” Cursó el Taller de la Escuela de teatro y entrenamiento actoral de Carlos Augusto Fernándes. Se formó en el Taller de acrobacia de Osvaldo Bermúdez desde 1972 hasta 1979. Estudió canto con Marta Millán. Su formación en ballet, danzas españolas, folklore, jazz y danza contemporánea la realizó durante 30 años: desde 1955 a 1985. Estudió la carrera de “Letras en el Profesorado Nacional “Joaquín V. González”. Se graduó como “Profesora Superior Nacional de Arte con orientación en Teatro”. Habla varios idiomas: Recibió el diploma de “Estudios superiores de Inglés” del Instituto Cambridge con Mención Sobresaliente. Año 1983. Obtuvo el “Diploma de estudios de Idioma Italiano” de la Asociación Dante Alighieri. Año 1989. Estudió el idioma Francés en la “Alianza Francesa” obteniendo el diploma otorgado por Francia en 1993

## Sus comienzos en la actuación
A los nueve años hizo su primer papel en una obra de teatro en su escuela dirigida por su madre la cual se tituló Dame la mano. Luego de recibirse de maestra, ingresó a la Escuela Nacional de Arte Dramático, del cual se graduó en los años 1970. 
Su padre se desempeñó como Técnico Operador de Audio, quien le presentó al productor Héctor Maselli. Su gran debut lo dio en la pantalla chica entre 1972 y 1973 con Los Campanelli.[cita requerida]

## Actuaciones más importantes en teatro
1971-1972: “¿Quién es, quién es, quién será?” de Jorge Landó, dirección de Alfredo Devita. Personaje: Pimpolla y Caperucita. Teatro Complejo Municipal San Martín. Sala Sarmiento y Teatro Blanca Podestá. 
1973: “Gallinero Cabaret” de Carlos Hubet, dirección Jorge Carlés. Personaje: Doña Pispireta. Sala Planeta. 
1974-1975: “La Cocina” de Arnold Wesker, dirección Jorge Hacker. Teatro Sala Planeta, Teatro Astral, Teatro Cómico, Teatro Chacabuco, Teatro del Globo. Personaje: Camarera.
1975: “Canciones con sol” de Paco Hasse, dirección China Zorrilla y Villanueva Cosse. Teatro del Globo. 
1976: “Pobre Tato” de Jorge Schusseim, dirección Lía Gelin. Teatro del Globo
1977: “El pan de la locura” de Carlos Gorostiza, dirección Héctor Aure. Teatro Lasalle. Personaje: La empleada de la panadería.
1978-1979: “Chicago” de Bob Fosse, dirección Jean Foot. Teatro El Nacional. Prod. A. Romay. Personaje: Louise
1980: “¿Sabes quién viene a cenar en Pesaj?” Libro y dirección de Hugo Sofovich. Prod. Carlos Rottemberg. Teatro Ateneo. Personaje: La vecina
1981: “La nena y la mucama” de  Perla Laske, dirección Salo Vasochi. Teatro Blanca Podestá. Ganó la mención especial a la “Mejor Actriz Congreso Argentino del niño y la televisión” Personaje: la mucama.
1982: “Woyzeck” de George Büchner, dirección Víctor Mayol. Teatro Colonial. Personaje: La presentadora.
1983-1984-1985: “Doña Flor y sus dos maridos” de  Jorge Amado, dirección José María Paolantonio. Personaje: Doña Norma. Teatro Metropolitan. Teatro Astral. 
1987: “Cuba y su pequeño Teddy” de Reinaldo Povod, dirección Lito Cruz y Carlos Moreno. Personaje: Lourdes.  Teatro Olimpia.
1995: “Delirio a dúo” de E. Ionesco. Dirección de Laura Pacheco. Teatro Balvanera Sur. Por esta obra ganó el  Premio ACE 1995 a la “Mejor Actriz de Teatro Independiente”.
1997: “Barajando estampitas” de Alfredo Megna, dirección Nora Fernández. Teatro Sótano de Gardone. Fue nominada Premio ACE 1997 “Mejor Actriz de Unipersonal”.
1998-1999: “Cuentos para la hora del té” libro de Pedro Orgambide y dirección de Horacio Diana. Personaje: la vestidora. Teatro Complejo La Plaza. 
1999-2000: “Acerca de la vida cotidiana de nosotras y las otras” libro y dirección  de Elba Degrossi. Teatro IFT.  
2001: “La enamorada” Unipersonal.  Libro y dirección de Elba Degrossi. Teatro Concert.
2002: “Resplandor en los Alpes” de Peter Turrini, dirección de Juan Freund. Personaje: La secretaria de la biblioteca de ciegos. Teatro IFT y Auditorio hebraica (SHA) 
2003: “Mare Nostrum” de Carlos Carrique, dirección de Juan Freund. Personaje: Aída. Teatro IFT. 
2004: “Che Madam” de Carlos Pais, dirección de Hugo Gregorini. Teatro Enrique Pinti. 
2004: Festival Nacional del Sainete: “La Pipistrela” de Laura Coton, dirección Héctor Oliboni. Personaje: La Pipistrela. Teatro Astral.
2007: “Pic-Nic” de Fernando Arrabal, dirección Laura Pacheco. Personaje: la madre. Teatro El Fino.
2010 - 2011: “Residuos” de Juan Freund, dirección Elba Degrossi. Personaje: María. Teatro El Búho en 2010 y Teatro La Mueca en 2011.
2011-2012: “El jardín de los cerezos” de Antón Chejov, dirección Alfredo Martín. Personaje: Liuvof Andréievna Ranévskaia. Teatro Andamio 90.   
2014-2015: “Sacco y Vanzetti” de Mauricio Kartun, dir. Mariano Dossena. Personaje. Mary Splaine. Fue nominada Premios ACE 2015  “Mejor Actriz de Reparto”. Teatro Nacional Cervantes.
2015: Festival Nacional de teatro del absurdo Beckett: “Contrapasso” dirigida y escrita por Mónica Maffía. Teatro El Vitral. Personaje: Bonarda. 
2015-2016: “Rey Juan” de William Shakespeare, dirección Mónica Maffía. Personaje: La Reina Leonor de Aquitania. Teatro Hasta Trilce y Teatro Auditorio Losada. 
2018: “A la deriva” de Amanda Peet. Dirección Jorge Azurmendi. Personaje Lorena. Teatro El Camarín de las Musas.
2018: “Un oso blanco” de Tomás A. Foti. Dirección Alberto Rubinstein. Teatro de la Asociación Bancaria. 
2019: “Ulises dormido y los zapatos desalmados”  libro y dirección Gabriela Romeo. Personaje: Cata, la madre motoquera y roquera. Teatro Templum
2020: “El gato y su selva” de Samuel Eichelbaum, dirección Mariano Dossena. Teatro Andamio 90. Personaje: Eufrasia. Fue nominada a “Mejor Actriz de Reparto” Premios Luisa Vehil 2020.
2021: “Como lo hice yo” Ciclo de teatro breve en tributo a Roberto Sánchez de Cristina Sisca y dirección Héctor Oliboni. Personaje: Silvia. Teatro Castillo de Sandro.

## Actuaciones más importantes en cine
1974: “Las procesadas” Libro Ulises Petit de Murat. Dirección Enrique Carreras.
1974: “Mi novia el travesti” Libro Oscar Viale. 
1975: “El templo de los cuervos” Dirección Fernando Siro. Coproducción en inglés.
1976: “El muerto” de Jorge Luis Borges. Libro y Dirección de Héctor Olivera.
1979: “Desde el abismo” Libro y Dirección de Fernando Ayala.
1981: “Días de ilusión” Libro y Dirección de Fernando Ayala.
1984: “La cruz invertida” Libro Marcos Aguinis. Dirección Mario David.
1985: “Bairoleto, la aventura de un bandido”  Libro y Dirección Atilio Polverini.
1987: “Con la misma bronca” Libro y dirección de Mario David.
1995: “Facundo, la Sombra del Tigre” Libro de Nicolás Sarquís y José P. Feimann. Dirección de Nicolás Sarquís.
1998: “Temporal” Libro de Pedro Orgambide. Dirección de Carlos Orgambide.
2021: “Ten piedad de nosotros” Serie de 6 episodios. Dirección de Sebastián D’Angelo y Sebastián Gallo. Personaje: La abuela. 

## Actuaciones más importantes en televisión
- - “Vidas robadas” Producción de Telefé. Canal 11
- -“El patrón de la Vereda” Producción América TV. Canal 2
- -“Culpable de este amor” Producción de Telefé Canal 11
- -"Primicias" Producción de Polka Canal 13.
- -"De cómo vos y yo" Producción Enrique Estevanez Canal 13
- -“Clave de sol” dirección Jorge Palaz. Canal 13
- -"Naranja y media" libro y dirección Rodolfo Ledo. Canal 11.
- -"La nena" de Miguel A. Diani y Daniel Di Conza, dirección Jorge Palaz. Canal 9.
- -"Mujercitas" de Hugo Moser, dirección Martín Clutet. Canal 11
- -"El precio del poder" Canal 9.
- -"Sin condena"  libro y dirección Rodolfo Ledo. Canal 9.
- -“Regalo del cielo”. Canal 9
- -¿Dónde estás amor de mi vida que no te puedo encontrar? Dir. Juan J. Jusid. Canal 13.
- -"La flaca escopeta" Canal 13.
- -"El club de las babysitter" Canal 9
- -"El árbol azul"  dirección de Jorge Palaz. Canal 13.
- -"Princesa" (Producción de Raúl Lecouna) Canal 11.
- -"Las mellizas Rivarola" libro y dirección Hugo Moser. Canal 7.
- -"Celeste" dirección Nicolás del Boca. Canal 13.
- -"Es tuya Juan" de Delia González Márquez  producción René Aure. Canal 7.
- -"Vendedoras de Lafayette" dirección Marta Reguera. Canal 9.
- -"Detective de señoras" libro y dirección de Hugo Moser. Canal 9.
- -"Escenario 7" Especial de teatro. Canal 7.
- -"Libertad condicionada" dirección Marta Reguera. Canal 9.
- -"Alta Comedia" dirección María Herminia Avellaneda. Canal 9.
- -"Cuentos y Novelas" Canal 7.
- -"Compromiso" Canal 13.
- -“Escenario 7”: Obra: "Jardín de Otoño" de Diana Raznovich, dirección Carlos Muñoz. Canal 7
- -"Bellísima"  especial de teatro. Canal 13.
- -"Hermosos mentirosos"  libro de Abel Santa Cruz. Canal 9.
- -"Dos a cero" Canal 9.
- -"La casa, el teatro y Ud." Canal 11.
- -"Estudio A" Canal 7.
- -"Andrea Celeste" dirección Nicolás del Boca" Canal 7.
- -"Teatro de humor" dirección Darío Vittori. Canal 9.
- -"Mi cuñado" de Oscar Viale, dirección Wintreau. Canal 13.
- -"La tragedia de un hombre feo"  especial de teatro. Canal 13.
- -"Dónde empezó la tristeza" dirección Fernando Heredia. Canal 9.
- -"El consorcio" de Juan Carlos Mesa y Basurto. Canal 13.
- -“La casa nostra” Producción Gustavo Yankelevich. Canal 13.
- -“El semipiso” de Chico Novarro y Marti Cosens. Canal 11.
- -“Navidad” Especial de teatro. Canal 11
- -"No sabemos decir no" Canal 13.
- -"Cuentos para la media noche" Canal 11.
- -"La aventura de vivir" de Marcia Cerretani, dirección Wilfredo Ferrán. Canal 9.
- -"No hace falta quererte" de Abel Santa Cruz, dirección Marta Reguera. Canal 9.
- -"Ayer fue mentira" de Nené Cascallar. Canal 9.
- -"El  Penado Catorce" especial de teatro. Canal 11.
- -"Astillas de un mismo palo" especial de teatro. Canal 11
- -"Malevo" de Abel Santa Cruz dirección Marta Reguera. Canal 9.
- -"Teatro para sonreir" dirección Javier Portales. Canal 11.
- -"Teatro Universal" dirección Fernando Heredia. Canal 7.
- -"Los Campanelli"  libro y dirección Héctor Maselli. Canal 11.

## Premios y nominaciones
En 1995 recibió el Premio ACE por su actuación en la obra Delirio a dúo de E.Ionesco.
 En 1981 recibió una mención especial a la “Mejor Actriz Congreso Argentino del niño y la televisión", por “La nena y la mucama” de Perla Laske
Fue nominada Premio ACE 1997 “Mejor Actriz de Unipersonal”. por “Barajando estampitas” de Alfredo Megna, dirección Nora Fernández. Teatro Sótano de Gardone.
Fue nominada Premios ACE 2015 “Mejor Actriz de Reparto”. por “Sacco y Vanzetti” de Mauricio Kartun, dir. Mariano Dossena. Personaje. Mary Splaine.  Teatro Nacional Cervantes. 
Fue nominada Premios Luisa Vehil 2020 “Mejor Actriz de Reparto”  por “El gato y su selva” de Samuel Eichelbaum, dirección Mariano Dossena. Teatro Andamio 90. Personaje: Eufrasia.